# او-۸۶۹
زیردریایی یو-۸۶۹ (به انگلیسی: German submarine U-869) یک زیردریایی بود که طول آن ۷۶٫۷۶ متر (۲۵۱ فوت ۱۰ اینچ) و ارتفاع آن ۹٫۶ متر (۳۱ فوت ۶ اینچ) بود. این زیردریایی در سال ۱۹۴۳ ساخته شد.